# Międzynarodowy Dzień Przeciwko Wiwisekcji
Międzynarodowy Dzień Przeciwko Wiwisekcji, Światowy Dzień Zwierząt Laboratoryjnych (ang. World Day for Laboratory Animals = NDLA) – święto obchodzone 24 kwietnia, uznane przez ONZ jako dzień upamiętnienia zwierząt laboratoryjnych. Dzień ten skłania do refleksji nad bólem i cierpieniem zadawanym stworzeniom poświęconym dla wątpliwej korzyści ludzkości.
Święto powstało z inicjatywy obrońców zwierząt. Dzień ten jest sprzeciwem wobec wiwisekcji, czyli badaniom na żywych zwierzętach.